# Vantroi
Vantroi es un grupo de rock nacido en México en el año 1992. Durante más de 25 años han dado conciertos por todo México, han recorrido la geografía española junto a bandas como Rosendo, Reincidentes, Boikot, Soziedad Alkoholika, Extremoduro, Ska-p, Disidencia, etc. Han participado en festivales como Festimad, Viña Rock, Derrame Rock, Extremúsika, Mazirock, Tintorrock, etc. y también en el Arezzo Wave Festival (Italia) y el Foro Social Mundial (Venezuela).
El nombre del grupo procede del guerrillero Nguyen Van Troy, quien durante la guerra de Vietnam fue capturado al intentar atentar contra el secretario estadounidense Robert McNamara y el embajador Henry Cabot Lodge. Posteriormente fue torturado y asesinado.
La historia de este personaje refleja el carácter combativo de las letras del grupo, luchan contra la injusticia y la situación que viven los indígenas mexicanos y otros pueblos del mundo. Se solidarizan con el desastre del Prestige (Chapapote de Corrido), y tampoco faltan canciones sobre su tierra, de amor-desamor y diversión.
A lo largo de los años el grupo ha sufrido varios cambios de formación llegando a contar 54 miembros que se han ido turnando en la historia de Vantroi.